# Being David Hasselhoff
Being David Hasselhoff ist ein Dokumentarfilm des RBB von Oliver Schwabe aus dem Jahr 2019, der auf arte Premiere feierte.

## Inhalt
In dem Film erzählt David Hasselhoff von seinem ungewöhnlichen Leben und den besonderen Zufällen, durch die er vom Sänger und Schauspieler zur Kultfigur „The Hoff“ wurde. Hasselhoff bleibt den Film über der einzige Interviewpartner des Regisseurs. Die mitunter selbstironischen Anekdoten werden mit Archivmaterial zu einem Porträt kombiniert.

## Kritik
„Selbstbewusst wie der Grizzly vorm Stoffteddy-Regal“

„Vom reichlich vorhandenen Tratsch und Klatsch rund um den Sänger und Schauspieler hält sich der Filmemacher dabei übrigens in wohltuender Weise fern. So wurde dieser vom RBB für das Arte-Programm zugelieferte Film eine alles in allem ebenso vergnügliche wie gelungene Annäherung an einen Popstar, der sein Dasein als Relikt einer versunkenen Epoche noch immer geschickt zu vermarkten weiß.“